# Chlorochaeta quadrinotata
Chlorochaeta quadrinotata is een vlinder uit de familie van de spanners (Geometridae). De wetenschappelijke naam van de soort is voor het eerst geldig gepubliceerd in 1889 door Butler.